# Factor de crecimiento de hepatocitos

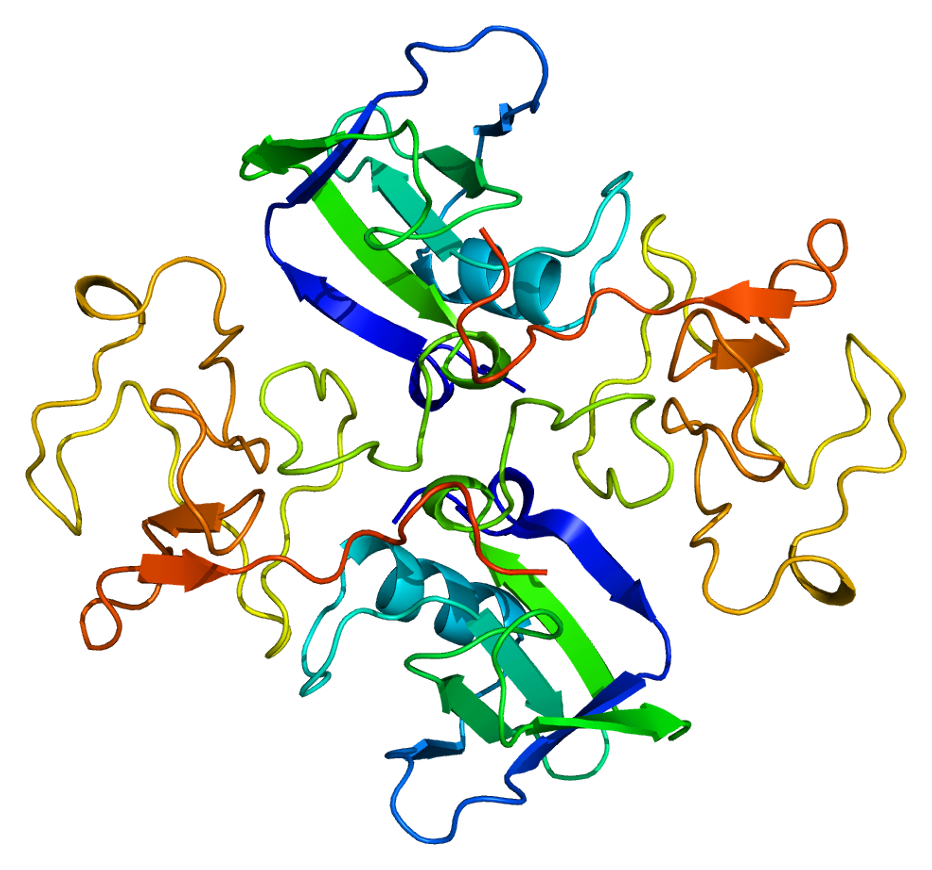
Estructura de la proteína HGF. Basado en la representación PyMOL de PDB

El factor de crecimiento de hepatocitos (HGF) es un factor del crecimiento que tiene capacidad mitogénica sobre los hepatocitos y la mayor parte de las células epiteliales.
HGF tiene capacidad morfogenética durante el desarrollo embrionario, promueve la migración celular y mejora la supervivencia de los hepatocitos. Se produce en forma inactiva como una cadena única (pro-HGF) por fibroblastos, células del mesénquima, células endoteliales y células del hígado (excepto parénquima). La forma inactiva es activada por serina proteasas liberadas en los tejidos dañados.
El receptor para HGF (c-MET) se encuentra sobreexpresado y mutado a menudo en cáncer, sobre todo en carcinomas renales y papilares de la tiroides.